# Vimoutiers
Vimoutiers is een gemeente in het Franse departement Orne (regio Normandië). De plaats maakt deel uit van het arrondissement Argentan. Vimoutiers telde op 1 januari 2022 3.041 inwoners.

## Geografie
De oppervlakte van Vimoutiers bedroeg op 1 januari 2022 16,15 vierkante kilometer; de bevolkingsdichtheid was toen 188,3 inwoners per km².
De stad ligt in het zuiden van het Pays d'Auge op zo'n 10 kilometer ten zuiden van Livarot, 18 km ten noordoosten van Trun, 19 km ten noorden van Gacé en 22 km ten zuidwesten van Orbec. Vimoutiers wordt doorkruist door het riviertje La Vie.
Het hoogste punt van de stad ligt op 236 meter boven zeeniveau aan de zuidwestelijke rand, vlak bij de Les Ventes. Het laagste punt ligt op 92 meter in het noorden van de stad bij de Vie du Territory. De stad ligt in bocagelandschap, onregelmatige percelen die worden afgeschermd door heggen, houtwallen of lage muren.
Landbouw, en dan met name de veeteelt, is een belangrijke economische activiteit en bijna 90% van de grond wordt hiervoor gebruikt. Verder is iets meer dan 10% bebouwd en het aandeel bosgrond is minimaal. In de stad staat een grote zuivelfabriek van Lactalis.

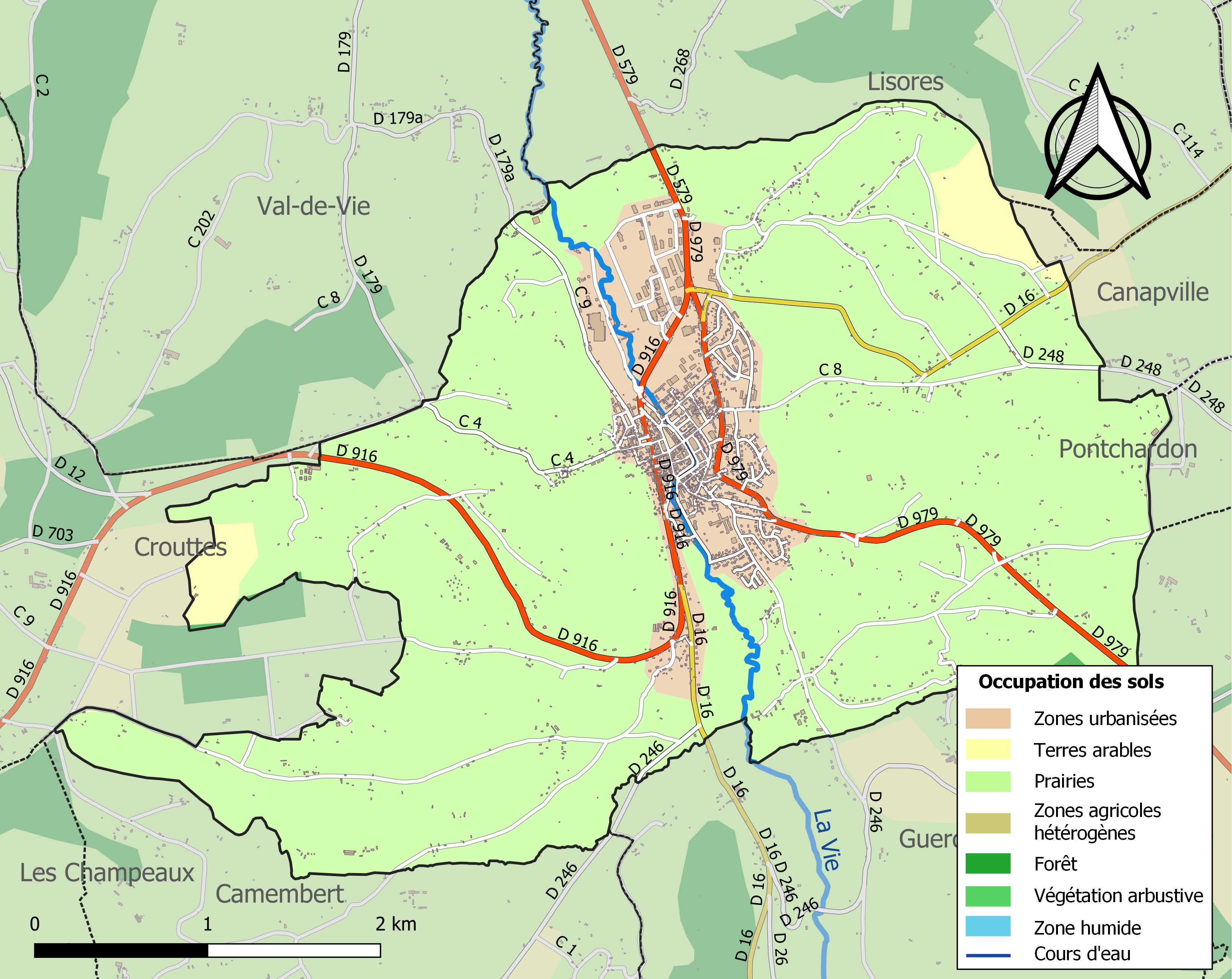
Kaart van de gemeente met belangrijkste infrastructuur, bodemgebruik en omliggende gemeenten

## Demografie
Onderstaande figuur toont het verloop van het inwonertal (bron: INSEE-tellingen).

## Geschiedenis
In 911-912 werd de regio aan Rollo de Noorman toegewezen. Hij was een Viking en kreeg de titel van hertog. Hij bekeerde zich tot het christendom en hielp met de verdediging tegen andere aanvallen door de Noormannen.
Omstreeks 993 werd Vimoutiers onderdeel van de abdij van Jumièges. In de 11e en 12e eeuw leed de stad onder de strijd tussen Frankrijk en Engeland. Alan III van Bretagne werd in de stad vergiftigd op 1 oktober 1040.
In de 16e eeuw was de textielindustrie in opkomst. Dit bleef een belangrijke economische activiteit tot het midden van de 20e eeuw. In 1830 werd Pont-de-Vie, met 83 inwoners, toegevoegd aan Vimoutiers dat 3198 inwoners telde in 1821.
Tijdens de Slag om Normandië werd de stad bijna volledig verwoest door een Amerikaans bombardement, alleen de kerk bleef grotendeels onbeschadigd. Op 14 juni 1944 werd de stad gebombardeerd met ongeveer 200 slachtoffers tot gevolg.
Op 17 juli 1944 werd de auto van maarschalk Rommel met machinegeweren beschoten door twee Spitfires tussen Vimoutiers en Sainte-Foy-de-Montgommery. Hij raakte hierbij ernstig gewond.
De stad werd bevrijd op 22 augustus 1944 door Canadese soldaten. In de stad is een klein monument ter nagedachtenis van de omgekomen Canadese militairen. Bij Mont-Ormel is een gedenkteken van de Slag om Normandië, deze ligt op 10 kilometer van Vimoutiers in de richting van Chambois. De herbouw van de stad duurde tot 1952, in dat jaar werd het nieuwe gemeentehuis officieel in gebruik genomen.

## Bezienswaardigheden
- De Notre-Dame-kerk.
- Het standbeeld voor Marie Harel, de uitvinder van de zachte kaas camembert. Dit beeld werd gemaakt door Eugène Léon L'Hoëst. Op 11 april 1928 werd het onthuld, maar tijdens de oorlog werd het beeld onthoofd bij het Amerikaanse bombardement. Een nieuw standbeeld van Marie Harel werd gemaakt door Maurice Lebeau, dit beeld staat sinds 1956 op de markt van Vimoutiers.
- In de stad is een klein museum over de kaas camembert.[6]
- De ketel van de bevrijding. Het is een grote kookketel van een oude boerderij die in gebruik werd genomen na het bombardement. Veel huizen waren vernietigd en de ketel werd gebruikt om soep te koken voor de bevolking tussen 14 juni en 15 september 1944.
- Een Duitse Tiger tank staat ten zuidoosten van de stad op de weg naar Gacé (D979).
- De watermolen wordt gebruikt voor het malen van graan, hiervoor werd het water van La Vie gebruikt om de molenstenen te bewegen.
- Ieder jaar is in oktober het Foire de la Pomme, een markt met kermis. In 2023 werd deze markt voor de 80e keer georganiseerd.

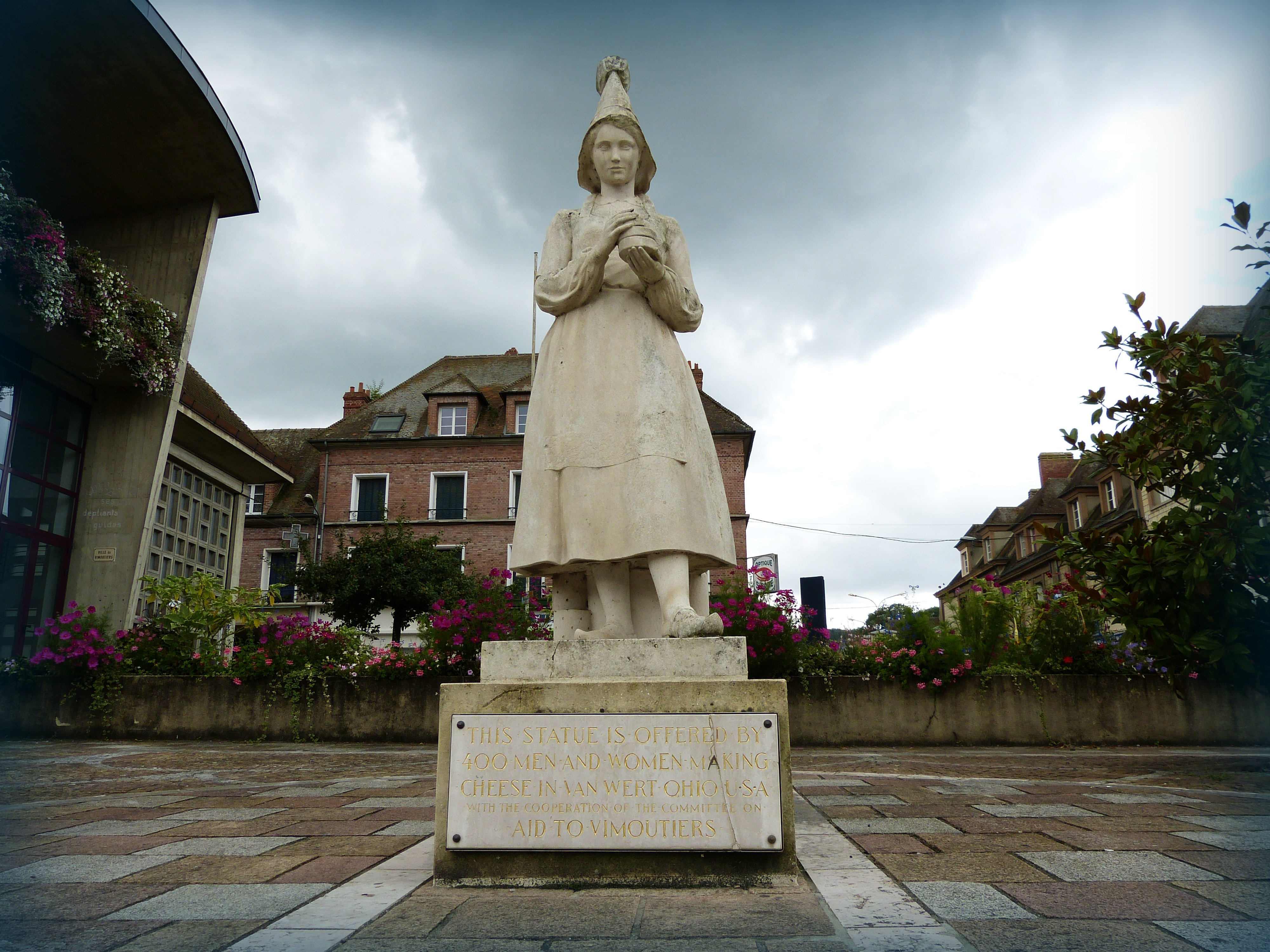
Het nieuwe beeld van Marie Harel
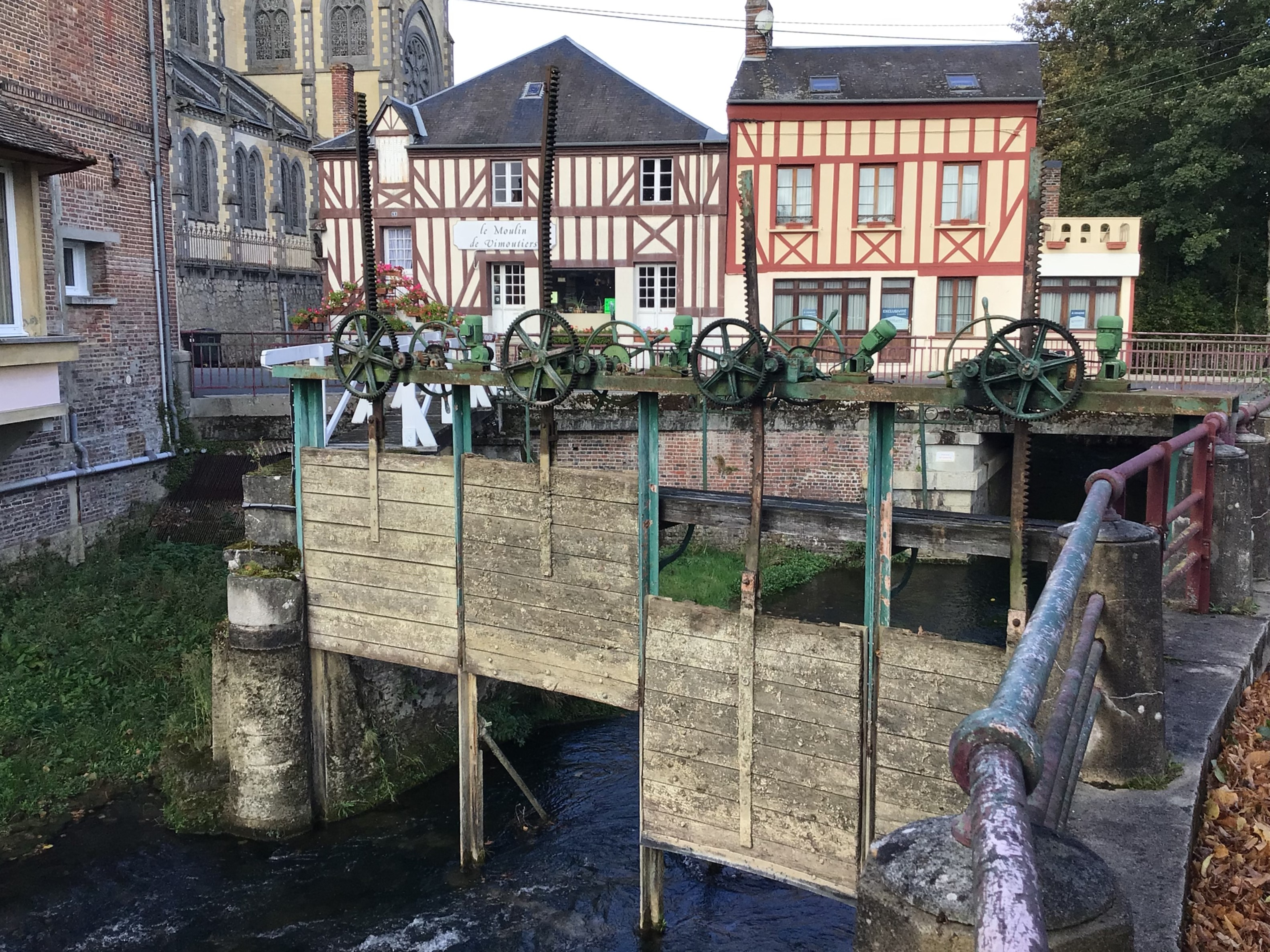
Watermolen aan La Vie
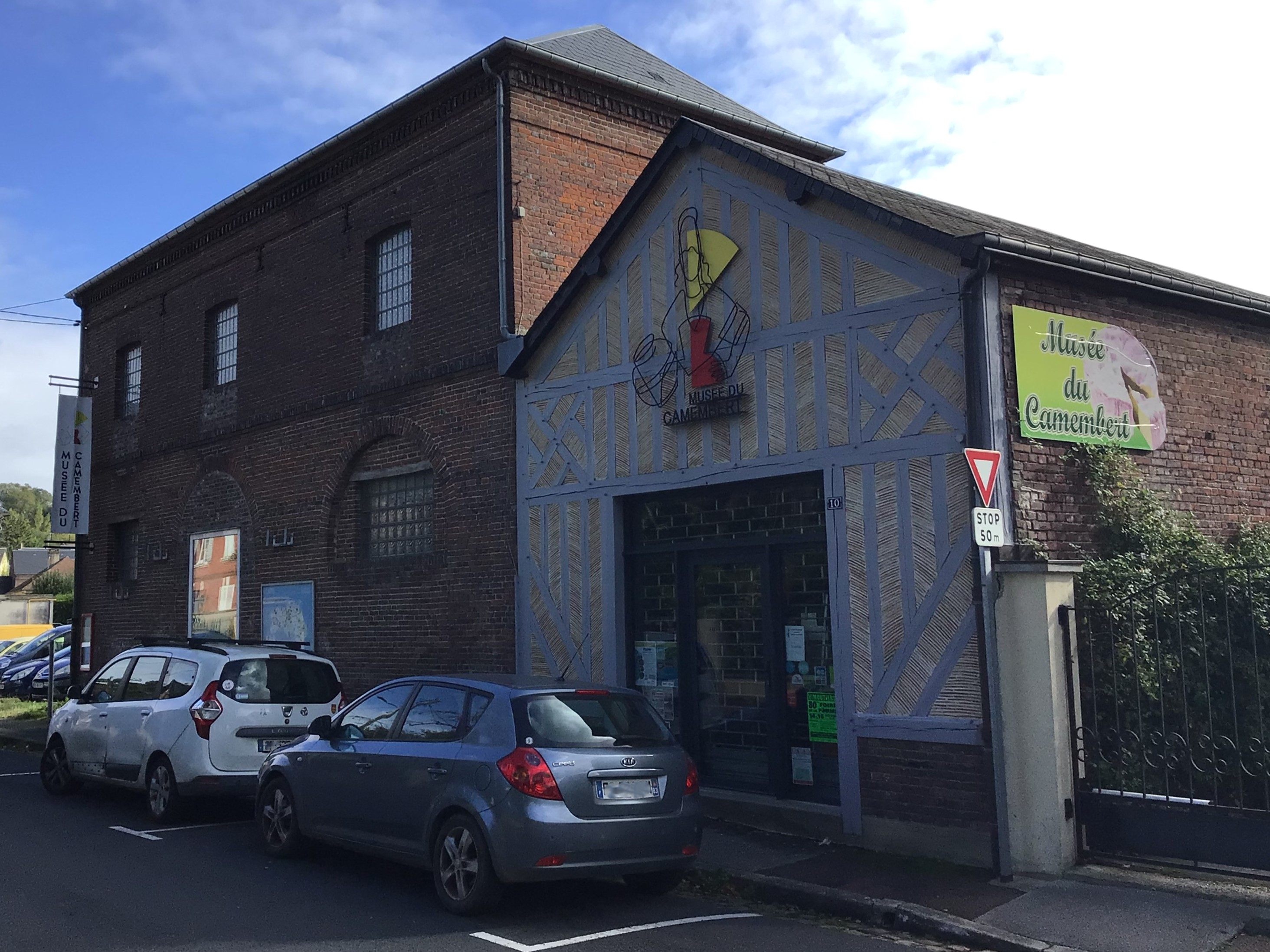
Het camembertmuseum
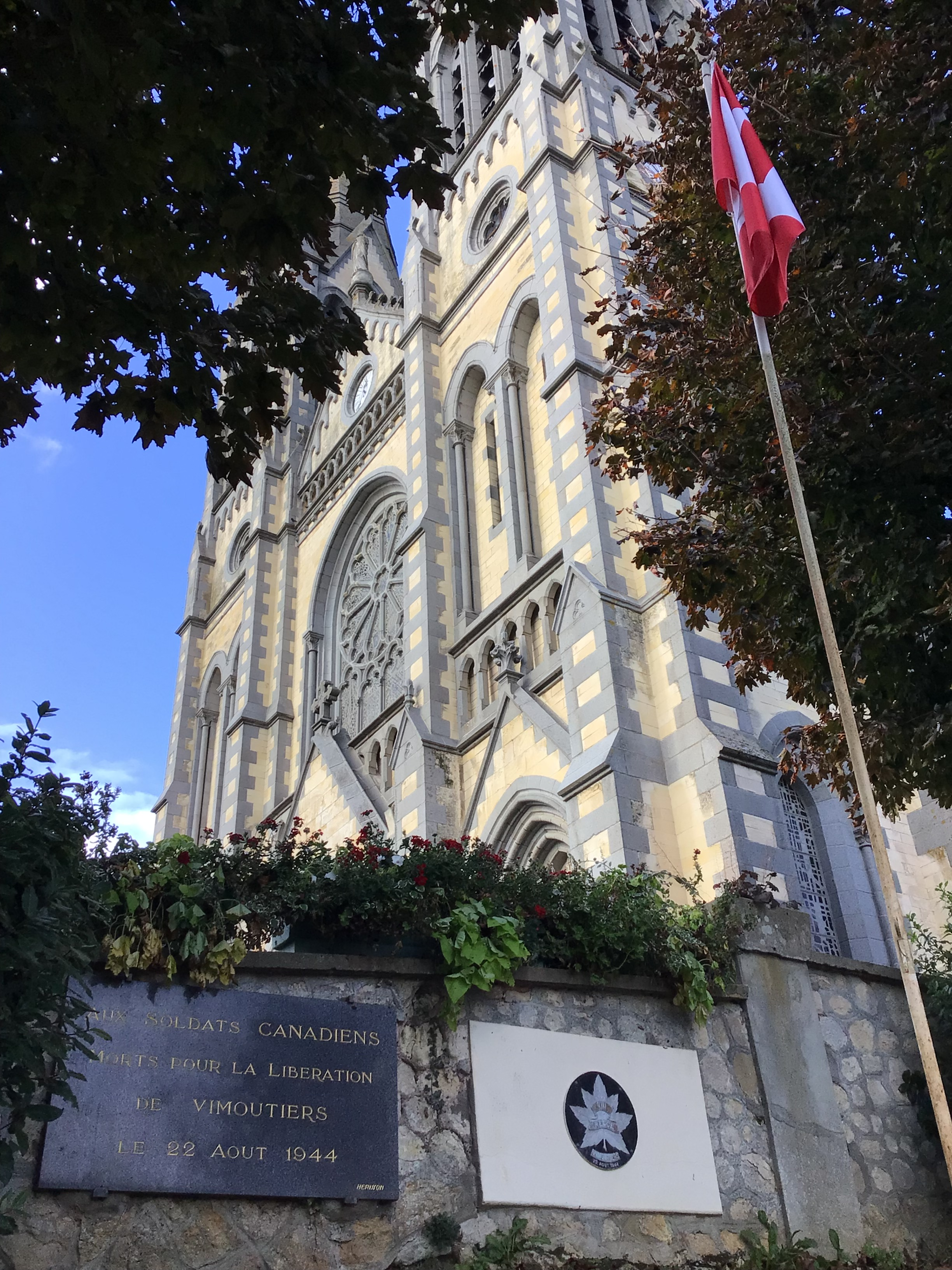
Canadees oorlogsmonument
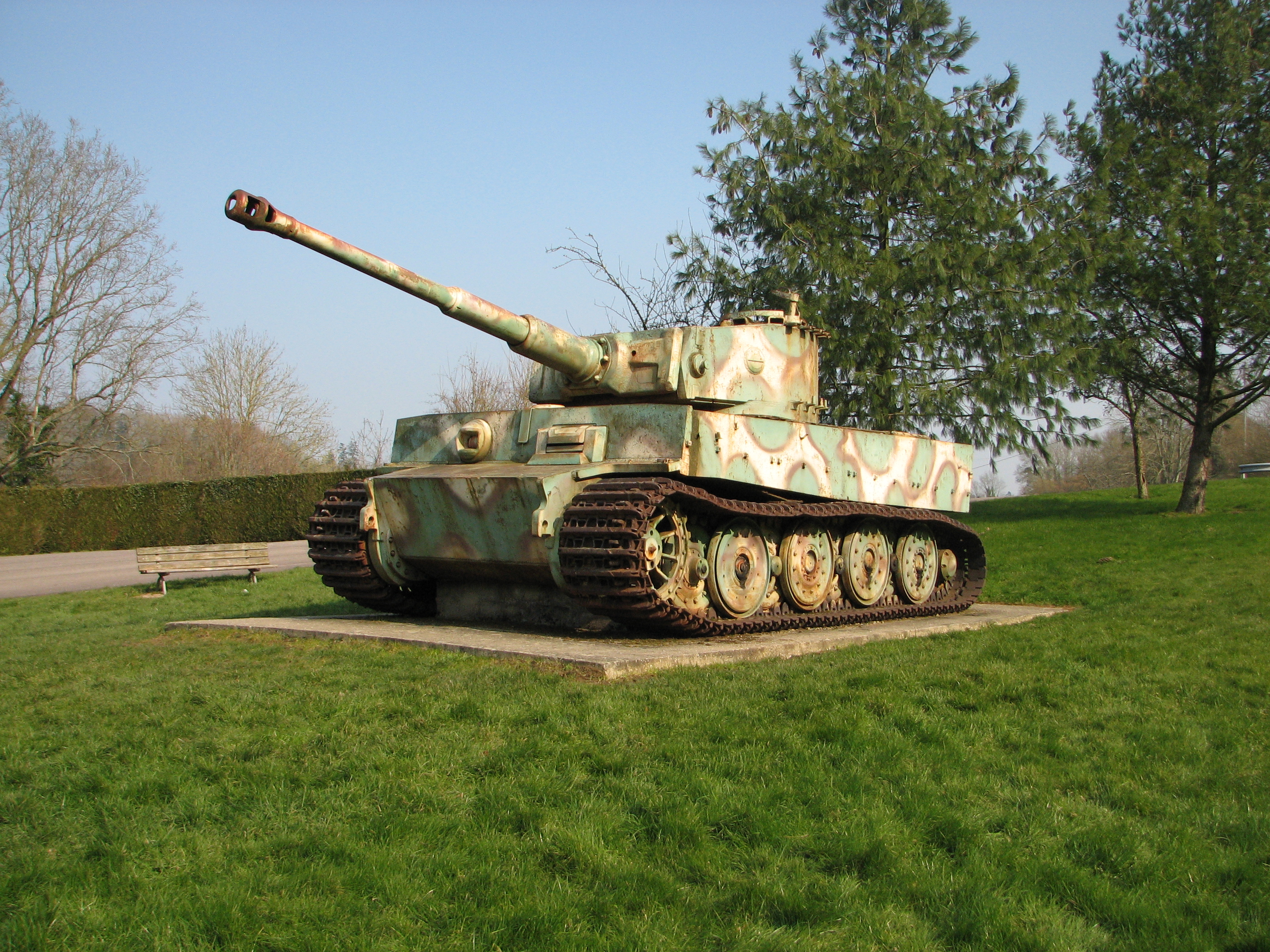
De Tiger tank
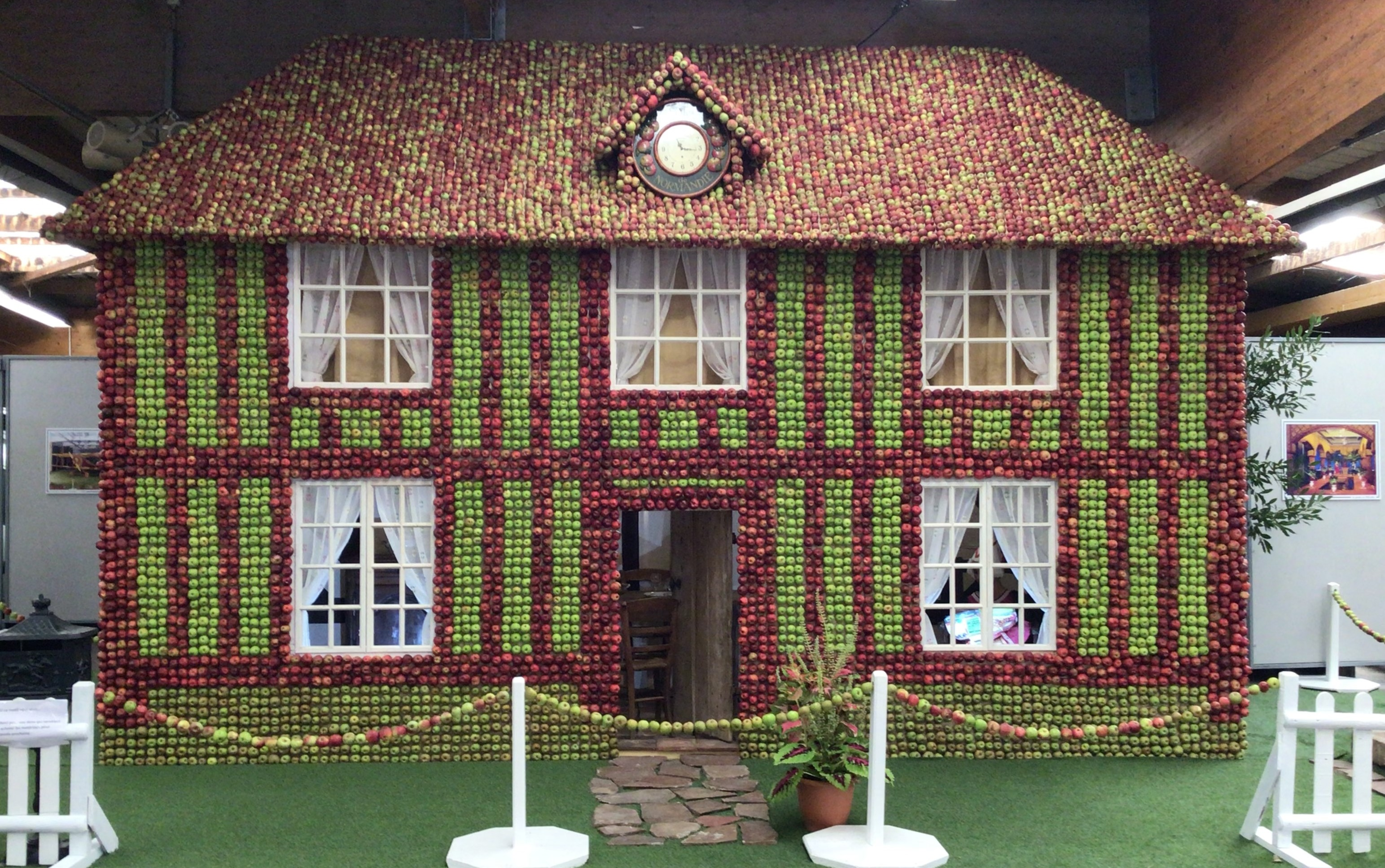
Huis van appels voor de Foire de la Pomme